# Alan Menken

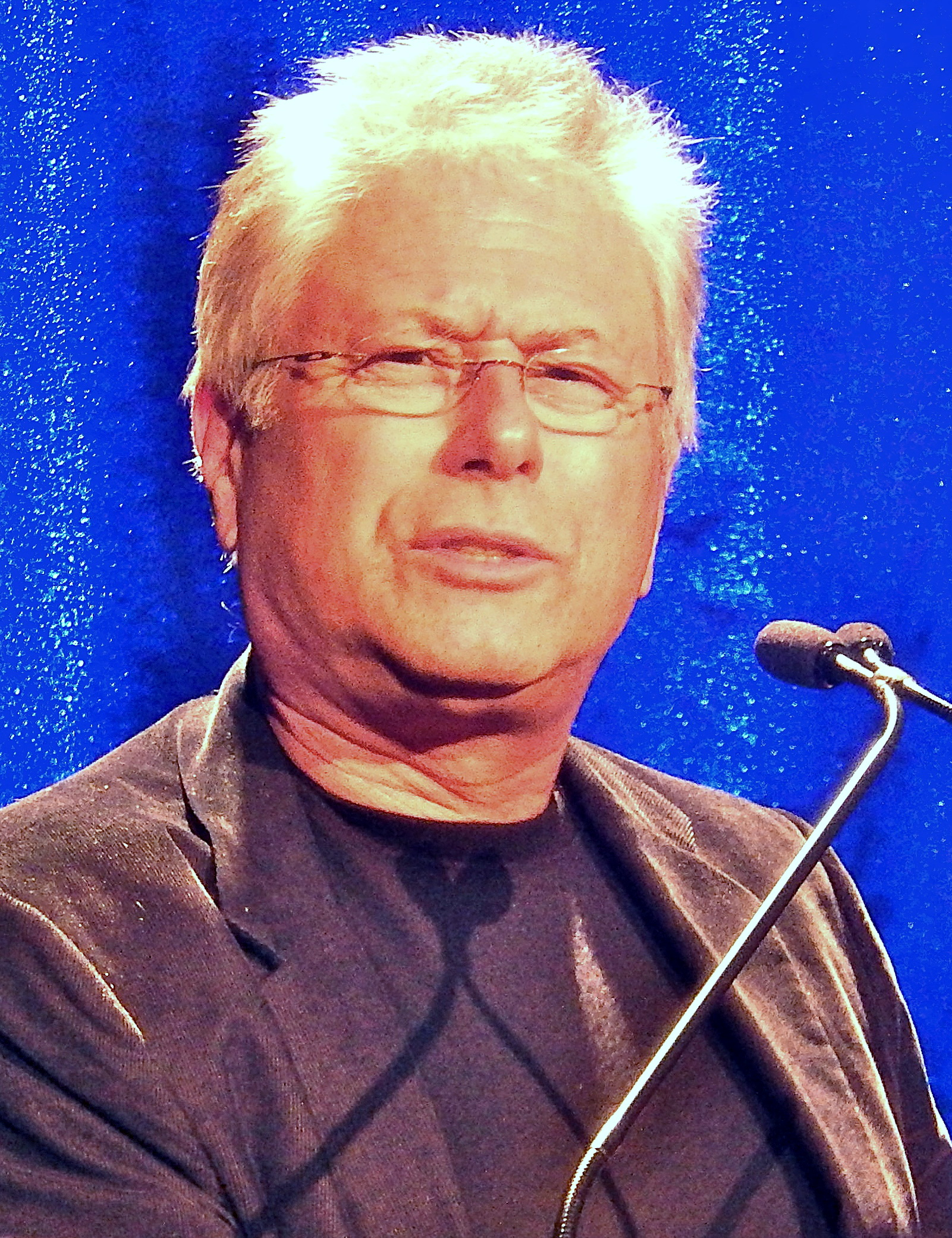
Alan Menken (2013)

Alan Irwin Menken (* 22. Juli 1949 in New Rochelle, New York) ist ein US-amerikanischer Komponist, der unter anderem mit den Filmpreisen Oscar und Golden Globe sowie dem Musikpreis Grammy und dem Theaterpreis Tony Award ausgezeichnet wurde. Er ist einer der wenigen Künstler, die alle vier großen Preise der Unterhaltungsbranche (EGOT) erhalten haben.
Er gewann acht Oscars für seine Arbeit an den Disney-Filmen Arielle, die Meerjungfrau (1989), Die Schöne und das Biest  (1991), Aladdin (1992) und Pocahontas (1995).
Weitere Nominierungen erhielt Menken für die musikalische Gestaltung der Filme Der kleine Horrorladen (1986), Der Glöckner von Notre Dame (1996), Hercules (1997), Verwünscht (2007) sowie Rapunzel – Neu verföhnt (2010).
Hinzu kommen zahlreiche Nominierungen und Auszeichnungen bei den Golden Globe Awards.
Darüber hinaus ist er für seine umfangreiche Musical-Aktivität bekannt. Zu seinen bekanntesten Projekte gehören Arielle, die Meerjungfrau, Die Schöne und das Biest, Sister Act und Aladdin.

## Leben
Seine Kindheit verbrachte Alan Menken in New Rochelle, New York und hatte bereits damals beachtliche musikalische Fähigkeiten. So lernte er während seiner Zeit auf der High School Klavier und Geige, doch erst nach dem College-Studium an der New York University konnte er seinen Traum, ein professioneller Musiker zu werden, verwirklichen. Als er dann später am Lehmann-Engel-Musical-Theater arbeitete, entwickelte er eine Leidenschaft für das Arrangieren von Musicals. Er erarbeitete sich mit Begeisterung das nötige Wissen zum Komponieren eines Musicals und traf auf seinen langjährigen Weggefährten Howard Ashman.
Mit seiner Frau Janis, einer ehemaligen Balletttänzerin, und seinen zwei Kindern lebt Alan Menken im Staat New York.

## Werke

### Filmmusik
- 1986: Der kleine Horrorladen (Little Shop of Horrors)
- 1989: Arielle, die Meerjungfrau (The Little Mermaid) (UK: Gold)
- 1991: Die Schöne und das Biest (Beauty and the Beast) (UK: Gold)
- 1992: Newsies – Die Zeitungsjungen (Newsies)
- 1992: Aladdin (UK: Silber)
- 1993: Hilfe! Jeder ist der Größte (Life with Mikey)
- 1995: Pocahontas
- 1996: Der Glöckner von Notre Dame (The Hunchback of Notre Dame)
- 1997: Hercules (UK: Silber)
- 2004: Die Kühe sind los (Home on the Range)
- 2004: Noel
- 2006: Shaggy Dog – Hör mal, wer da bellt (The Shaggy Dog)
- 2007: Verwünscht (Enchanted)
- 2010: Rapunzel – Neu verföhnt (Tangled) (UK: Gold)
- 2012: Spieglein Spieglein – Die wirklich wahre Geschichte von Schneewittchen (Mirror Mirror)
- 2015–2016: Galavant
- 2016: Sausage Party – Es geht um die Wurst (Sausage Party)
- 2017: Die Schöne und das Biest (Beauty and the Beast)
- 2019: Aladdin (US: Gold)
- 2019: The Little Mermaid Live! (Fernsehfilm)
- 2022: Verwünscht nochmal (Disenchanted)
- 2023: Arielle, die Meerjungfrau (The Little Mermaid, mit Lin-Manuel Miranda und Howard Ashman)

### Musicals
- 1974: Dear Worthy Editor. Buch: Judy Menken.
- 1979: God Bless You, Mr. Rosewater. Liedtexte: Howard Ashman and Dennis Green.
- 1981: The Dream on Royal Street. Liedtexte: David Rogers. Basiert auf der Komödie A Midsummer Night von William Shakespeare.
- 1982: Der kleine Horrorladen (Little Shop of Horrors). Liedtexte: Howard Ashman. Verfilmung: 1960 und 1986.
- 1993: Weird Romance. Liedtexte: David Spencer.
- 1994: Die Schöne und das Biest (Beauty and the Beast). Liedtexte: Howard Ashman und Tim Rice. Verfilmung 1991 und 2017.
- 1994: Eine Weihnachtsgeschichte (A Christmas Carol). Basiert auf der gleichnamigen Erzählung von Charles Dickens. Verfilmung 2004.
- 1997: King David. Liedtexte Tim Rice.
- 2006: Sister Act. Liedtexte: Glenn Slater. Verfilmung 1992.
- 2007: Arielle, die Meerjungfrau (The Little Mermaid). Liedtexte: Glenn Slater. Verfilmung: 1989, 2019 und 2023.
- 2012: Leap of Faith. Liedtexte: Glenn Slater. Verfilmung: 1992.
- 2011: Newsies. Liedtexte: Jack Feldman. Verfilmung: 1992.
- 2011: Aladdin. Liedtexte: Howard Ashman, Tim Rice und Chad Beguelin. Basiert auf der Verfilmung von 1992. Verfilmung: 1992 und 2019.
- 2014: Der Glöckner von Notre Dame. (The Hunchback of Notre Dame). Liedtexte: Stephen Schwartz, Buch: James Lapine. Basiert auf dem gleichnamigen Roman von Victor Hugo. Verfilmung: 1996.
- 2015: The Apprenticeship of Duddy Kravitz. Buch: David Spencer.
- 2016: A Bronx Tale. Buch: Glenn Slater.
- 2019: Hercules. Liedtexte: David Zippel. Verfilmung 1956 und 1996.

## Nominierungen und Auszeichnungen
- Der kleine Horrorladen
  - Oscarnominierung für Best Music, Original Song („Mean Green Mother from Outer Space“)

- Arielle, die Meerjungfrau
  - Oscar für Best Music, Original Score
  - Oscar für Best Music, Original Song („Under the Sea“)
  - Oscarnominierung für Best Music, Original Song („Kiss the Girl“)
  - Golden Globe für Best Original Score
  - Golden Globe für Best Original Song („Under the Sea“)
  - Golden-Globe-Nominierung für Best Original Song („Kiss the Girl“)

- Rocky V
  - Nominierung Goldene Himbeere für „The Measure of a Man“ als Schlechtester Song

- Die Schöne und das Biest
  - Oscar für Best Music, Original Score
  - Oscar für Best Music, Original Song („Beauty and the Beast“)
  - Oscarnominierung für Best Music, Original Song („Belle“)
  - Oscarnominierung für Best Music, Original Song („Be Our Guest“)
  - Golden Globe für Best Original Score
  - Golden Globe für Best Original Song („Beauty and the Beast“)
  - Golden-Globe-Nominierung für Best Original Song („Be Our Guest“)

- Die Zeitungsjungen
  - Goldene Himbeere für „High Times, Hard Times“ als Schlechtester Original-Song 1992 (zusammen mit Texter Jack Feldman)

- Aladdin
  - Oscar für Best Music, Original Score
  - Oscar für Best Music, Original Song („A Whole New World“)
  - Oscarnominierung für Best Music, Original Song („Friend Like Me“)
  - Golden Globe für Best Original Score
  - Golden Globe für Best Original Song („A Whole New World“)
  - Golden-Globe-Nominierung für Best Original Song („Friend Like Me“)
  - Golden-Globe-Nominierung für Best Original Song („Prince Ali“)

- Pocahontas
  - Oscar für Best Music, Original Musical or Comedy Score
  - Oscar für Best Music, Original Song („Colors of the Wind“)
  - Golden Globe für Best Original Song („Colors of the Wind“)
  - Golden-Globe-Nominierung für Best Original Score

- Der Glöckner von Notre Dame
  - Oscarnominierung für Best Music, Original Musical or Comedy Score
  - Golden-Globe-Nominierung für Best Original Score

- Hercules
  - Oscarnominierung für Best Music, Original Song („Go the Distance“)
  - Golden-Globe-Nominierung für Best Original Song („Go the Distance“)

- Verwünscht
  - Oscarnominierung für Best Music, Original Song („Happy Working Song“)
  - Oscarnominierung für Best Music, Original Song („So Close“)
  - Oscarnominierung für Best Music, Original Song („That’s How You Know“)

- Rapunzel – Neu verföhnt
  - Oscarnominierung für Best Music, Original Song („I See the Light“)

## Auszeichnungen für Musikverkäufe
| Silberne Schallplatte - Vereinigtes Königreich - 2024: für das Lied Bedtime | Platin-Schallplatte - Brasilien - 2024: für das Lied Vanessa’s Trick |

Anmerkung: Auszeichnungen in Ländern aus den Charttabellen bzw. Chartboxen sind in ebendiesen zu finden.
| Land/RegionAuszeichnungen für Musikverkäufe (Land/Region, Auszeichnungen, Verkäufe, Quellen) | Silber     | Gold     | Platin  | Verkäufe | Quellen             |
| -------------------------------------------------------------------------------------------- | ---------- | -------- | ------- | -------- | ------------------- |
| Brasilien (PMB)                                                                              | —          | —        | Platin1 | 40.000   | pro-musicabr.org.br |
| Vereinigte Staaten (RIAA)                                                                    | —          | Gold1    | —       | 500.000  | riaa.com            |
| Vereinigtes Königreich (BPI)                                                                 | 3× Silber3 | 3× Gold3 | —       | 620.000  | bpi.co.uk           |
| Insgesamt                                                                                    | 3× Silber3 | 3× Gold3 | Platin1 |          |                     |